# Abu Hamza al-Muhajir
Abu Hamza al-Muhajir, eller Abu Ayyub al-Masri, född omkr. 1968 i Egypten, död omkring 18 april 2010 nära Tikrit i Irak, anses ha efterträtt Abu Musab al-Zarqawi (dödad 7 juni 2006) som ledare för al-Qaida i Irak, som är en av grupperna i den irakiska rebellrörelsen.
Mycket lite är känt om honom. Man är faktiskt inte ens säkra på om Abu Hamza al-Muhajir eller Abu Ayyub al-Masri är hans rätta namn. Man vet emellertid att han på 1980-talet var medlem i muslimska brödraskapet och i Egyptens islamiska jihad som anses utgöra en del av Usama bin Ladins nätverk al-Qaida. I slutet av 1990-talet begav han sig troligen till Afghanistan och fick "specialistutbildning" som sprängämnesexpert i al-Qaidas träningsläger. Amerikanska bedömare tror att han blev ungefär 40 år gammal och att han sedan 1980-talet hade haft nära kontakter med Ayman al-Zawahiri som anses ha varit andremannen i al-Qaida. Han dödades omkring den 18 april 2010 av en raketattack utförd av amerikansk och irakisk militär.